# Heavy Metal: FAKK2
Heavy Metal: FAKK2 (Heavy Metal: F.A.K.K.² selon la graphie de la jaquette) est un jeu de tir à la troisième personne créé par Ritual Entertainment en 2000. Il est inspiré du film d'animation Heavy Metal 2000 basé sur les histoires du magazine Métal hurlant.

## Synopsis
Le jeu met en scène Julie dans sa quête pour sauver sa planète natale, Eden, d'une entité ancienne visant à conquérir l'univers, GITH.
L'héroïne du jeu, Julie, est inspirée de Julie Strain (actrice et mannequin), qui lui a d'ailleurs prêté  sa voix dans le film.

## Accueil
- Jeuxvideo.com : 16/20[1]